# Robert Main
Robert Main, angleški astronom, * 12. julij 1808, † 9. maj 1878.